# Mount Chase
Mount Chase és una població dels Estats Units a l'estat de Maine (EUA). Segons el cens del 2000 tenia 247 habitants.

## Demografia
Segons el cens del 2000, Mount Chase tenia 247 habitants, 104 habitatges, i 76 famílies. La densitat de població era de 2,6 habitants/km².
Dels 104 habitatges en un 22,1% hi vivien nens de menys de 18 anys, en un 68,3% hi vivien parelles casades, en un 1,9% dones solteres, i en un 26% no eren unitats familiars. En el 22,1% dels habitatges hi vivien persones soles l'11,5% de les quals corresponia a persones de 65 anys o més que vivien soles. El nombre mitjà de persones vivint en cada habitatge era de 2,38 i el nombre mitjà de persones que vivien en cada família era de 2,73.
Per edats la població es repartia de la següent manera: un 17% tenia menys de 18 anys, un 8,5% entre 18 i 24, un 20,6% entre 25 i 44, un 38,5% de 45 a 60 i un 15,4% 65 anys o més.
L'edat mediana era de 46 anys. Per cada 100 dones de 18 o més anys hi havia 118,1 homes.
La renda mediana per habitatge era de 26.705 $ i la renda mediana per família de 27.031 $. Els homes tenien una renda mediana de 26.563 $ mentre que les dones 16.458 $. La renda per capita de la població era de 12.930 $. Entorn del 27,3% de les famílies i el 27,4% de la població estaven per davall del llindar de pobresa.